# Perissandria brevirami
Perissandria brevirami là một loài bướm đêm trong họ Noctuidae.